# Sangihe-Zwergohreule
Die Sangihe-Zwergohreule (Otus collari) auch kurz Sangiheeule, ist eine Eulenart aus der Gattung der Zwergohreulen. Das Artepitheton bezieht sich auf den britischen Ornithologen und Naturschützer Nigel Collar.

## Beschreibung
Die sehr kleine Eule erreicht eine Länge von 19 bis 20 Zentimetern. Ein einzelnes Männchen hatte ein Gewicht 76 Gramm. Die schmutzig braune Oberseite ist mit dunklen Schaftstrichen, Kritzeln und gelblichen Flecken sowie einem hell-dunklen Schulterband versehen. Auf der hellen Kehle und Unterseite befinden sich lange Schaftstriche mit einigen Querbändern. Das Gesicht ist hell, aber zwischen den hellgelben Augen und dem hornfarbenen Schnabel dunkler. Die Federohren sind mittelgroß und mattgelb gefleckt. Die Füße sind bis zum Ansatz der hell graubraunen Zehen befiedert. Die Krallen sind hellbraun mit dunkler Spitze.
Die ähnliche Manado-Zwergohreule (Otus manadensis) hat längere Augenbrauen und kürzere Flügel.

## Lebensweise
Die Eule bewohnt Wälder und Agrarland mit Bäumen, ihre Hauptnahrung bilden vermutlich Insekten. Der Ruf besteht aus 0,7 Sekunden dauernden püüüt-Lauten, die in Abständen von 0,3 bis elf Sekunden wiederholt werden.

## Verbreitung
Die Art lebt endemisch auf Sangihe Besar, der Hauptinsel im indonesischen Sangihe-Archipel. Dort ist sie häufig, leidet aber unter Lebensraumzerstörung.